# Ammerswil
Ammerswil (schweizertyska: Ammerschwil) är en ort och kommun i distriktet Lenzburg i kantonen Aargau, Schweiz. Kommunen har 795 invånare (2023).